# Halluin
Halluin é uma comuna francesa na região administrativa de Altos da França, no departamento do Norte. Estende-se por uma área de 12.56 km². Em 2010 a comuna tinha 20 922 habitantes (densidade: 1 665,8 hab./km²).